# Nasiedle (stacja kolejowa)
Nasiedle – nieczynna stacja kolejowa w Nasiedlu, w województwie opolskim, w Polsce.